# Ottosonderia monticola
Ottosonderia monticola là một loài thực vật có hoa trong họ Phiên hạnh. Loài này được (Sond.) L. Bolus mô tả khoa học đầu tiên năm 1958.